# Sadowe (rejon konotopski)
Sadowe (ukr. Садове) – osiedle na Ukrainie, w obwodzie sumskim, w rejonie konotopskim, w hromadzie Popiwka. W 2001 liczyło 70 mieszkańców, spośród których 67 wskazało jako ojczysty język ukraiński, a 3 rosyjski.
Do 2024 roku miejscowość nosiła nazwę Pytomnyk (ukr. Питомник).